# Brown Hill, Victoria
Brown Hill är en del av en befolkad plats i Australien. Den ligger i delstaten Victoria, omkring 98 kilometer väster om delstatshuvudstaden Melbourne. Antalet invånare är 3 078.
Runt Brown Hill är det ganska glesbefolkat, med 22 invånare per kvadratkilometer.. Närmaste större samhälle är Ballarat, nära Brown Hill.
I omgivningarna runt Brown Hill växer huvudsakligen savannskog. Genomsnittlig årsnederbörd är 764 millimeter. Den regnigaste månaden är juni, med i genomsnitt 94 mm nederbörd, och den torraste är januari, med 26 mm nederbörd.